# Rouvres-sur-Aube
Rouvres-sur-Aube is een gemeente in het Franse departement Haute-Marne (regio Grand Est) en telt 103 inwoners (2009). De plaats maakt deel uit van het arrondissement Langres.

## Geografie
De oppervlakte van Rouvres-sur-Aube bedraagt 21,2 km², de bevolkingsdichtheid is dus 4,9 inwoners per km².
De onderstaande kaart toont de ligging van Rouvres-sur-Aube met de belangrijkste infrastructuur en aangrenzende gemeenten.

## Demografie
Onderstaande figuur toont het verloop van het inwonertal (bron: INSEE-tellingen).